# Nomos (mitologia)
Nomos (em grego, Νόμος) é, na mitologia grega, o daemon das leis, estatutos e normas. É marido de Eusébia (deusa da piedade) e pai de Dice (deusa da justiça e vingadora das violações da lei). Nomos é geralmente um aspecto de Zeus, não sendo considerado um deus separado.
Nomos é a materialização da lei humana na Grécia antiga. Os sofistas acreditavam que o nomos não era necessariamente superior na Grécia, mas que era intermediário e diferente entre as culturas.
E um lugar-comum da manualística a afirmação de que a sofística contrapôs nomos e physis, isto é, "lei" e "natureza", para desvalorizar a primeira e reduzi-la a pura convenção. Pois bem, este lugar-comum e só parcialmente fundado. A oposição entre lei e natureza não existe nem em Protágoras, nem em Górgias e nem mesmo em Pródico; ela aparece, ao invés, em Hípias e em Antifonte, ou seja, naquela que justamente foi denominada corrente naturalista da sofística, e depois nos políticos sofistas, em diversos níveis.
O método da "polimatia" de Hípias
Comecemos com Hípias. Este sofista, que deve ter sido muito famoso (Platão lhe dedicara dois diálogos), condividia a concepção do fim do ensinamento (educação política), que era própria de todos os outros sofistas, mas diferia deles no método, que propugnava como único válido. Não vale a antilogia, nem a retórica, nem a sinonímica, mas a polimatia, ou seja, o saber enciclopédico (e Hípias, alem de saber tudo, vangloriava-se também de saber fazer tudo). Mas para saber e aprender muitas coisas é preciso uma habilidade particular, que facilite a memorização dos vários conteúdos do saber: com esse fim, ele ensinava a mnemotécnica (arte de memorizar). E entre as disciplinas que o seu enciclopedismo didático propunha, as matemáticas e as ciências naturais tinham grande relevo. E isto se compreende bem: de fato, ele considerava necessário o ensinamento das ciências naturais, porque pensava que a vida humana devia adequar-se à natureza e as suas leis, mais que as leis humanas.
A oposição entre "nomos" e "physis"
E, com isso, entramos no cerne da temática natureza-lei. Platão, diante de homens de cidades e condições diferentes, faz Hípias dizer o seguinte:
Homens aqui presentes, eu vos considero consanguíneos, parentes e concidadãos por natureza, não por lei: de fato, o semelhante é por natureza parente do semelhante, enquanto a lei, que é tirana dos homens, amiúde força muitas coisas contra a natureza. [carece de fontes]
É claro que aqui não só são claramente distintos, mas radicalmente contrapostos, o plano da physis ou da natureza e o plano do nomos ou da lei. A natureza é apresentada como o que une os homens (o semelhante com o semelhante); a lei, ao invés, é apresentada como o que divide, forçando a natureza e, portanto, indo contra ela. A natureza é assim reconhecida como a única que pode constituir a verdadeira base do agir humano, enquanto a lei é denunciada, como "tirana dos homens" e, portanto, é radicalmente desvalorizada, pelo menos quando é a medida que se opõe à natureza. Nasce assim a distinção entre um direito natural (lei de natureza) e um direito positivo (lei posta pelos homens); nasce a convicção de que, pelas razões acima vistas, só o primeiro é válido e eterno, enquanto o segundo é contingente e, no fundo, não-válido. E assim são lançadas as premissas que levarão a uma total dessacralização das leis humanas, que serão consideradas fruto de pura convenção e de arbítrio, e, portanto, frutos indignos do respeito do qual sempre estiveram circundadas.
Mas Hípias tira desta distinção mais consequências positivas que negativas: posto que a natureza dos homens é igual (pelo menos a natureza dos sábios aos quais ele se dirige no contexto do seu discurso), não tem sentido as distinções que dividem os cidadãos de uma cidade dos de outra, nem as distinções que no interior das cidades possam ulteriormente dividir os cidadãos: nascia assim um ideal cosmopolita e igualitário, que para a grecidade era não só novíssimo, mas revolucionário.
Mas, provavelmente na linha de Hípias, muito além se lançou Antifonte. Também ele, no seu ensinamento, deve ter insistido sobre as ciências naturais, por aquelas mesmas razões propugnadas por Hípias, isto é, porque viu só na physis a autêntica norma do viver; mas chegou a radicalizar o dissídio entre natureza e lei ao limite da ruptura, afirmando, em termos elásticos, que a natureza é a "verdade" enquanto a lei positiva é pura "opinião" e, portanto, que uma está quase sempre em antítese com a outra e, por consequência, deve-se transgredir a lei dos homens, quando se puder fazê-lo impunemente, para seguir a lei da natureza:
Justiça consiste em não transgredir nenhuma das leis do Estado do qual se é cidadão; e por isso o indivíduo aplicara no modo mais vantajoso para si a justiça, se tiver em grande conta as leis, diante de testemunhas; mas na ausência de testemunhas, seguirá antes as normas da natureza; porque as normas de lei são acessórias, as da natureza essenciais: as da lei são concordadas, não nativas: as da natureza são nativas, não concordadas. Por isso se alguém transgrede as normas de lei, enquanto escapa aos seus autores, está isento de lástima e de pena; se não escapa, não. Mas se violenta além do possível as normas postas em nós pela natureza, mesmo que ninguém se dê conta disso, não menor é o mal, nem é maior se também todos o saibam; porque não se ofende a opinião, mas a verdade.]